# Миса
Миса (на английски: Mesa, буквени символи за произношение  Архив на оригинала от 2018-12-26 в Wayback Machine.) е град в окръг Франклин, щата Вашингтон, САЩ. Миса е с население от 425 жители (2000) и обща площ от 4,1 km². Намира се на 210 m надморска височина. ЗИП кодът му е 99343, а телефонният му код е 509.